# Saison 7 de The Office
Chronologie
Saison 6 Saison 8
La septième saison de The Office, comédie télévisée américaine créée par Ricky Gervais et Stephen Merchant, est diffusée du 23 septembre 2010 au 19 mai 2011 aux États-Unis sur NBC. La saison comporte 26 épisodes, dont 22 épisodes d'une demi-heure et deux épisodes d'une heure.
Adaptation américaine développée par Greg Daniels de la série télévisée britannique du même nom, The Office met en scène sous forme de documenteur le quotidien d'employés de bureau de l'entreprise de papier fictive Dunder Mifflin, située à Scranton en Pennsylvanie. La distribution principale est composée de Steve Carell, Rainn Wilson, John Krasinski, Jenna Fischer, B. J. Novak et Ed Helms. Les seconds rôles sont interprétés par Leslie David Baker, Brian Baumgartner, Creed Bratton, Kate Flannery, Mindy Kaling, Ellie Kemper, Angela Kinsey, Paul Lieberstein, Oscar Nuñez, Craig Robinson, Phyllis Smith, Zach Woods, et Amy Ryan.
La septième saison de The Office est diffusée le jeudi à 21 heures (heure de l'Est) aux États-Unis. La saison sort en DVD chez Universal Pictures Home Entertainment dans un coffret de quatre disques dans la région 1 le 7 septembre 2011. Le coffret DVD contient les 26 épisodes de la saison, ainsi que des commentaires des créateurs, des scénaristes, des acteurs et des réalisateurs sur certains des épisodes. Il contient également des scènes coupées de tous les épisodes et un bêtisier.

## Synopsis
La série met en scène le quotidien des employés de bureau d'une société de vente de papier, Dunder Mifflin, à Scranton en Pennsylvanie, au travers de personnages hétérogènes et des relations, amitiés, amours et événements de leur vie.

## Distribution

### Acteurs principaux
- Steve Carell (VF : Constantin Pappas) : Michael Scott, directeur régional de la succursale de Scranton de Dunder Mifflin[2]. Librement inspiré de David Brent, incarné par Ricky Gervais dans la version britannique[3], Scott est un homme ignorant et solitaire, qui tente de se faire des amis en amusant ses employés, au risque de se ridiculiser.
- Rainn Wilson (VF : Philippe Siboulet) : Dwight Schrute, le représentant commercial le plus performant du bureau, inspiré de Gareth Keenan[4].
- John Krasinski (VF : Stéphane Pouplard) : Jim Halpert, un représentant commercial farceur, inspiré de Tim Canterbury. Il est amoureux de sa femme et de la mère de son enfant Pam Beesly, ancienne réceptionniste de la succursale de Dunder Mifflin à Scranton et aujourd'hui représentante des ventes[5].
- Jenna Fischer (VF : Amélie Gonin) : Pam Beesly, basée sur Dawn Tinsley. Bien que timide, elle est souvent de mèche avec son mari Jim pour faire des farces à Dwight[6].
- B. J. Novak (VF : Thibaut Belfodil) : Ryan Howard, un stagiaire basé sur les personnages de Ricky Howard et Neil Godwin.
- Ed Helms (VF : Olivier Cordina) : Andy Bernard, un vendeur chic avec des problèmes de colère, qui essaie de reconquérir Erin tout au long de la saison. Andy n'a pas d'équivalent dans la série britannique.

### Acteurs secondaires
- Leslie David Baker (VF : Bruno Henry) : Stanley Hudson, un vendeur grincheux.
- Brian Baumgartner (VF : Yves-Henri Salerne) : Kevin Malone, un comptable simple d'esprit.
- Creed Bratton (VF : Frédéric Cerdal) : Creed Bratton, le responsable mystérieux de l'assurance qualité du bureau.
- Kate Flannery (VF : Marie-Christine Robert) : Meredith Palmer, représentante des relations d'approvisionnement alcoolique et désinhibée.
- Mindy Kaling (VF : Audrey Sablé) : Kelly Kapoor, la représentante du service clientèle obsédée par la culture pop.
- Ellie Kemper (VF : Lydia Cherton) : Erin Hannon, la réceptionniste et le nouvel amour d'Andy.
- Angela Kinsey (VF : Josy Bernard) : Angela Martin, une comptable autoritaire amoureuse de Dwight.
- Paul Lieberstein (VF : Martin Brieuc) : Toby Flenderson, représentant des ressources humaines.
- Oscar Nuñez (VF : Tony Joudrier) : Oscar Martinez, un comptable intelligent.
- Craig Robinson (VF : Pascal Vilmen) : Darryl Philbin, responsable de l'entrepôt.
- Phyllis Smith (VF : Marie-Martine) : Phyllis Lapin, une vendeuse timide et sympathique.
- Zach Woods (VF : Benjamin Pascal) : Gabe Lewis, directeur des ventes de Sabre.
- Amy Ryan (VF : Dominique Lelong) : Holly Flax, la représentante des ressources humaines qui constitue l'amour de Michael.

### Invités spéciaux
- Kathy Bates (VF : Denise Metmer) : Jo Bennet, la PDG de Sabre Industries.
- Timothy Olyphant (VF : Jean-Pierre Michaël) : Danny Cordray, un vendeur expert.
- Will Ferrell (VF : Maurice Decoster) : Deangelo Vickers, le remplaçant de Michael au poste de directeur régional.

### Acteurs récurrents
- Hugh Dane (VF : Richard Leroussel) : Hank Tate, le gardien de l'immeuble.
- Bobby Ray Shafer (VF : Richard Leroussel) : Bob Vance, le mari de Phyllis, qui dirige Vance Refrigeration.
- Linda Purl (VF : Céline Monsarrat) : Helene Beesly, la mère de Pam et l'ex-petite amie de Michael.
- David Koechner (VF : Fabrice Lelyon) : Todd Packer, un vendeur itinérant grossier et offensif, et le meilleur ami de Michael.
- Jack Coleman (VF : Pascal Germain) : Robert Lipton, sénateur d'État et nouveau petit ami d'Angela.
- Cody Horn : Jordan Garfield, un assistant engagé par Deangelo.

### Invités notables
- Evan Peters : Luke Cooper, le neveu de Michael.
- Melora Hardin (VF : Laurence Bréheret) : Jan Levinson-Gould, une ancienne employée de Dunder Mifflin et petite amie de Michael.
- Nancy Carell (VF : Catherine Cipan) : Carol Stills, agent immobilier et ex-petite amie de Michael.
- Amy Pietz (VF : Martine Irzenski) : Donna Newton, une femme mariée qui avait une liaison avec Michael dans la saison 6.
- David Denman (VF : Jérôme Berthoud) : Roy Anderson, un ancien manutentionnaire et ex-fiancé de Pam.
- Rashida Jones (VF : Julie Dumas) : Karen Filippelli, l'ex-petite amie de Jim, qui est maintenant directrice régionale de la succursale d'Utica.
- James Spader (VF : Pierre-François Pistorio) : Robert California, un homme excentrique qui passe un entretien pour le poste de directeur régional.
- Catherine Tate (VF : Danièle Douet) : Nellie Bertram, une femme britannique et amie de Jo, qui passe l'entretien pour le poste de directeur régional.
- Ricky Gervais (VF : Antoine Tomé) : David Brent, un homme arrogant qui passe l'entretien pour le poste de directeur régional. Il a inspiré le personnage de Michael dans la version britannique originale de la série.
- Will Arnett (VF : Philippe Valmont) : Fred Henry, un homme qui passe l'entretien pour le poste de directeur régional.
- Ray Romano : Merv Bronte, un homme anxieux qui passe un entretien pour le poste de directeur régional.
- Warren Buffett : une personne non identifiée qui passe un entretien pour le poste de directeur régional.
- Jim Carrey (VF : Emmanuel Curtil) : l'homme des Finger Lakes, un homme anonyme qui a laissé sa famille en vacances aux Finger Lakes afin de passer un entretien pour le poste de directeur régional.

 Source et légende : version française (VF) sur RS Doublage et Allodoublage.

## Production
La septième saison de The Office est produite par Reveille Productions et Deedle-Dee Productions, en association avec NBC Universal Television Studios. La série est basée sur la série britannique du même nom créée par Ricky Gervais et Stephen Merchant, tous deux producteurs délégués des versions américaine et britannique. The Office est produite par Greg Daniels, qui en est également le producteur délégué. Parmi les scénaristes de la saison précédente, on retrouve Mindy Kaling, B. J. Novak, Paul Lieberstein, Brent Forrester, Justin Spitzer, Aaron Shure, Charlie Grandy, Daniel Chun, Warren Lieberstein et Halsted Sullivan. Les nouveaux scénaristes de la sixième saison Peter Ocko, Jon Vitti, Steve Hely, Carrie Kemper (sœur d'Ellie Kemper), Robert Padnick et Amelie Gillette. Paul Lieberstein est producteur délégué et show runner de la série, tandis que Novak est promu de coproducteur délégué à producteur délégué durant la saison. Kaling, Novak, Eisenberg, Stupnitsky et Shure sont quant à eux coproducteurs délégués, Forrester et Vitti producteurs consultants, Spitzer et Grandy producteurs superviseurs et Warren Lieberstein, Halsted Sullivan et Steve Hely sont producteurs,.
Cette saison comporte 26 épisodes réalisés par 22 réalisateurs. Jeffrey Blitz et Randall Einhorn réalisent plusieurs épisodes de la saison, à l'instar des acteurs Paul Lieberstein, Rainn Wilson, B. J. Novak, Steve Carell et Mindy Kaling,. Bien que The Office soit principalement filmé sur un plateau de studio aux Valley Center Studios à Van Nuys, en Californie, la ville de Scranton, en Pennsylvanie, où se déroule la série, est utilisée pour réaliser le générique.

### Distribution des rôles

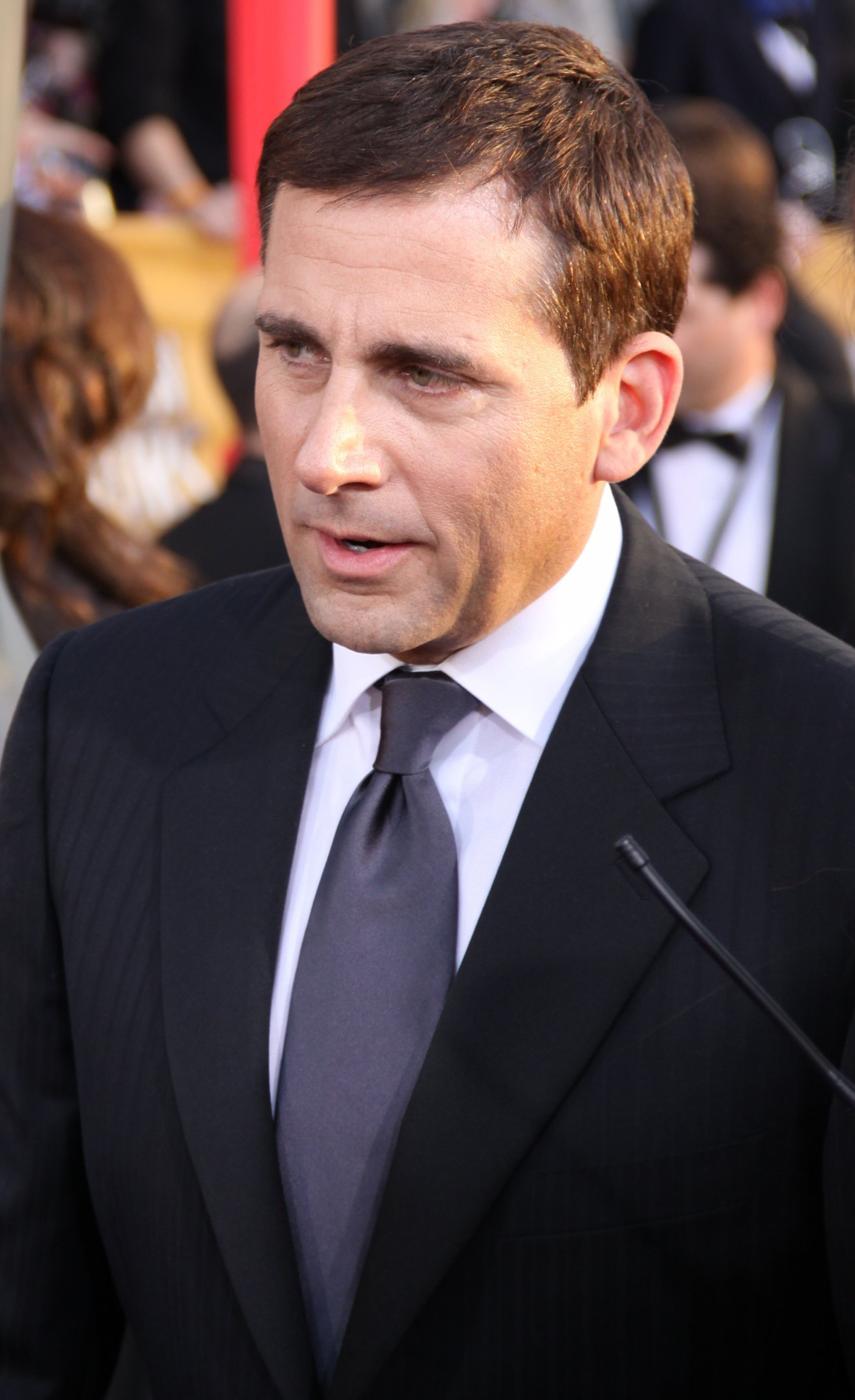
La septième saison de The Office marque le départ de Steve Carell.

Le 28 juin 2010, il est confirmé que la septième saison de la série marque le départ de Steve Carell, dont le contrat arrive à échéance. NBC précise que la série se poursuivra après son départ et que Carell pourra y apparaître à nouveau. L'acteur, scénariste et coproducteur délégué B. J. Novak renouvelle son contrat avec Universal Media Studios pour une huitième saison et devient producteur délégué à part entière au milieu de la septième saison. À partir de cette saison, Zach Woods, qui joue Gabe Lewis dans la série, devient un acteur régulier de la série. Le producteur délégué, scénariste et acteur Paul Lieberstein confirme que Amy Ryan, qui joue le rôle de Holly Flax, apparaîtra dans huit épisodes de la saison. Il confirme également le retour de Kathy Bates dans le rôle de Jo Bennett dans le premier épisode de la saison. Melora Hardin revient dans le rôle de Jan Levinson. Timothy Olyphant est invité à jouer dans deux épisodes le rôle d'un vendeur rival, Danny Cordray, qui est déjà sorti deux fois avec Pam. Jack Coleman apparaît quant à lui dans un nouveau rôle récurrent, celui du sénateur Robert Lipton, qui fréquente Angela. Amy Ryan fait sa première apparition dans le rôle de Holly dans un rôle uniquement vocal dans Histoires d'herpès, et revient finalement à Dunder Mifflin dans l'épisode de Noël d'une heure ; elle est désormais présente parmi le reste de la distribution vedette.
L'épisode intitulé Le Meilleur des pires films, diffusé le 17 février 2011, tourne autour de la projection du film de Michael où tous les employés du bureau incarnent les personnages du film. L'épisode met en vedette Melora Hardin dans le rôle de Jan, et marque le retour de Rashida Jones dans le rôle de Karen et de David Denman dans le rôle de Roy. Lors de la tournée de presse TCA de NBC, il est confirmé que Steve Carell quittera la série à trois épisodes de la fin de la saison, les épisodes restants se concentrant sur la recherche (et la nomination) de son remplaçant au poste de directeur régional. Le producteur délégué Greg Daniels, qui a écrit les adieux de Carell, affirme que les principaux candidats sont Andy, Dwight et Darryl, ou peut-être un nouveau venu. Il ajoute que le nouveau directeur, quel qu'il soit, ne sera pas le centre d'intérêt de la série comme l'a été Michael, et que deux nouveaux membres réguliers de la distribution rejoindront la distribution au cours de la huitième saison,. Ricky Gervais reprend son rôle de David Brent de la série britannique originale dans un caméo dans l'épisode Le Séminaire d'Andy diffusé le 27 janvier 2011. Will Ferrell apparaît dans quatre épisodes dans le rôle de Deangelo Vickers, le remplaçant temporaire de Michael Scott. Le personnage de Ferrell se révèle tout aussi inepte que Michael lorsqu'il s'agit de gérer une entreprise. Le tournage des dernières scènes de Steve Carell pour la série s'achève le 4 mars 2011. Ricky Gervais revient dans le rôle de David Brent dans l'épisode final de la saison, tout comme Will Arnett qui incarne un nouveau personnage. Gervais participe également à l'écriture du scénario de l'épisode final de la saison. Ray Romano, James Spader, Catherine Tate, Warren Buffett et Jim Carrey apparaissent eux aussi dans l'épisode final de la saison,.

## Accueil

### Audiences

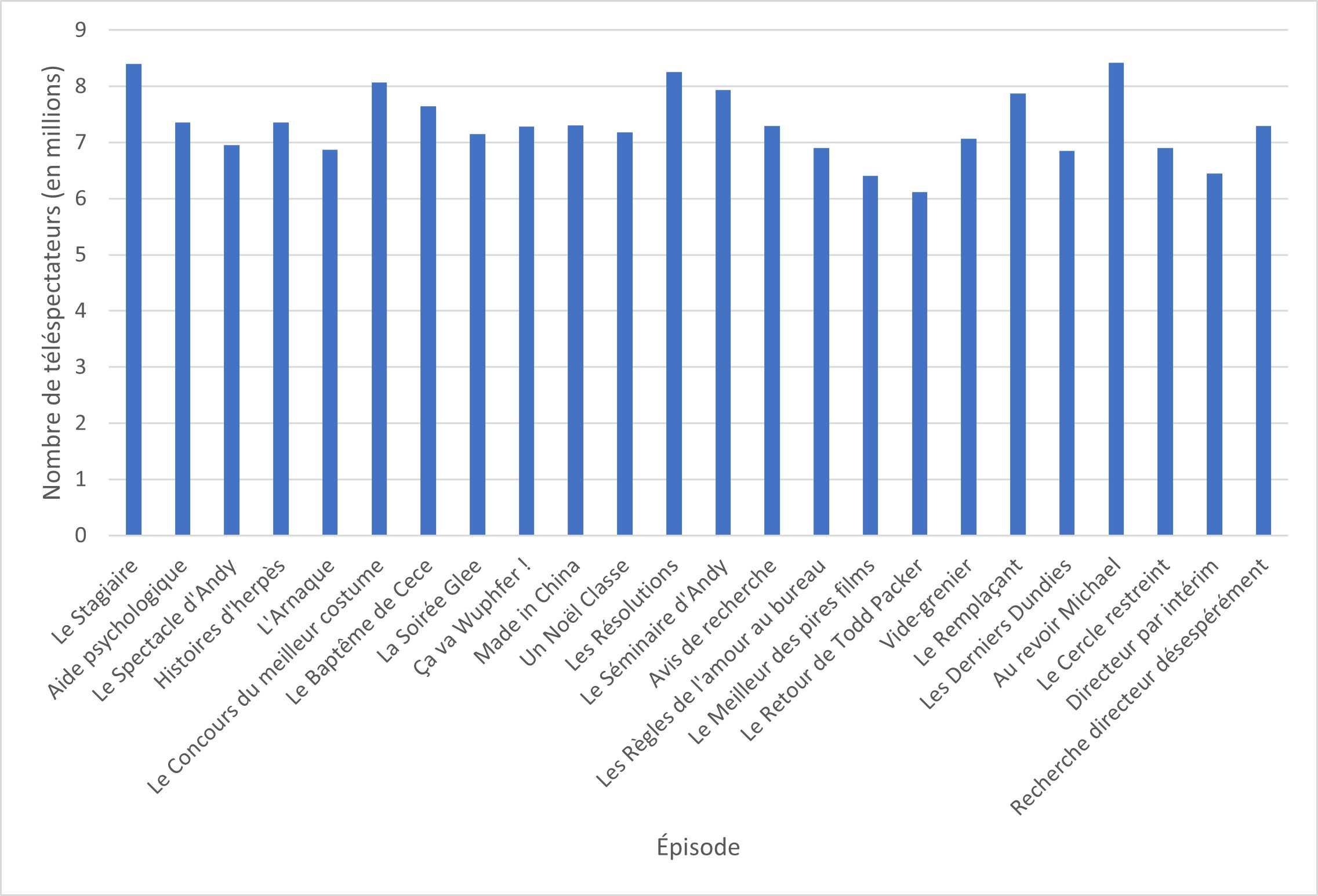
Audiences de la septième saison de The Office aux États-Unis.

La série est diffusée le jeudi à 21 h dans le cadre du bloc de programmes Comedy Night Done Right. Le premier épisode de la saison, Le Stagiaire, obtient une part de 4,4/11 % sur l'échelle de Nielsen auprès des téléspectateurs âgés de 18 à 49 ans ; cela signifie que 4,4 % des téléspectateurs âgés de 18 à 49 ans ont regardé l'épisode et que 11 % des téléspectateurs qui regardaient la télévision à ce moment-là l'ont regardé. 8,4 millions de téléspectateurs ont regardé l'épisode, ce qui représente une légère augmentation du nombre de téléspectateurs par rapport au premier épisode de la sixième saison, Les Ragots,. Le seizième épisode, Le Retour de Todd Packer, est le moins regardé de la saison, avec seulement 6,12 millions de téléspectateurs. A l'inverse, l'épisode 22, Adieu, Michael, est l'épisode le plus suivi de la saison, avec 8,42 millions de téléspectateurs. L'épisode final, Recherche directeur désespérément, rassemble 7,29 millions de téléspectateurs, ce qui représente une nette augmentation par rapport au dernier épisode de la sixième saison, La Balance, qui n'avait rassemblé que 6,6 millions de téléspectateurs,.
La saison se classe également 53e rang des séries télévisées les plus regardées au cours de la saison télévisuelle 2010-2011 aux États-Unis, avec une moyenne de 7,731 millions de téléspectateurs. Dans la tranche d'âge des 18-49 ans, la série occupe la 11e place des programmes télévisés les plus regardés de l'année.

### Critiques
Cette saison bénéficie d'un accueil plutôt positif de la part des critiques, certains la jugeant meilleure que la précédente. Cindy White d'IGN lui attribue une note de 8 sur 10, la qualifiant d'« excellente »,. Elle considère que le départ de Steve Carell permet de donner un nouveau souffle à la série, tout comme l'évolution progressive du personnage de Michael au cours de la saison. Elle estime que la série a démontré pouvoir survivre sans Carell et cite les épisodes Le Meilleur des pires films, Vide-grenier et Adieu, Michael comme les meilleurs épisodes de la saison. Pour Randy Miller III de DVD Talk, la majorité de la saison est « meilleure que la sixième, et de loin » et c'est une « saison qui vaut toujours la peine d'être regardée »,. Il salue la façon dont la série a réussi à faire disparaître le personnage de Carell, notant que Adieu, Michael combine « nostalgie, comédie et un peu de drame pour exprimer son propos »,. Cependant, il critique plusieurs épisodes qui suivent le départ de Carell et qualifie le personnage de Will Ferrell de « véritable psychopathe »,.
Phillip Maciak de Slant Magazine décerne à la saison trois étoiles sur quatre ; il estime que la saison met en valeur les talents de l'ensemble des acteurs. Il écrit qu'elle « démontre de manière convaincante, non pas que Michael Scott peut être remplacé, mais qu'il n'a pas besoin de l'être »,. Myles McNutt de The A.V. Club affirme quant à lui que, malgré l'irrégularité de la saison, elle constitue une « nette amélioration par rapport à la saison 6 »,. Il ajoute que le départ de Carell confère à la série un « sens de priorité qui était absent de la saison précédente »,. James Poniewozik du Time juge la saison « mitigée au mieux » et indique que les meilleurs épisodes de la saison « se présentent presque comme une série de vignettes et de décors qui permettent aux personnages de simplement être »,. Il conclut en précisant qu'il s'agit d'une amélioration par rapport à la sixième saison et qu'il a globalement apprécié la saison.

### Distinctions
Au cours de la septième saison, The Office reçoit deux nominations aux Writers Guild of America Awards 2011. Aaron Shure est nommé dans la catégorie du meilleur épisode comique pour Ça va Wuphfer !, tandis que la série est nommée dans la catégorie de la meilleure série comique. La série est également nommée dans la catégorie de la meilleure distribution pour une série télévisée comique aux 17e Screen Actors Guild Awards. Steve Carell est quant à lui nommé dans les catégories de meilleure interprétation comique aux Screen Actors Guild Awards, aux Golden Globes, aux People's Choice Awards et aux Satellite Awards,,. Lors des 1ers Critics' Choice Television Awards, The Office est nommée pour le prix de la meilleure série télévisée comique, tandis que Steve Carell est nommé pour le prix du meilleur acteur dans une série télévisée comique. À la 63e cérémonie des Primetime Emmy Awards, la série est nommée à quatre reprises dans les catégories meilleure série télévisée comique, meilleur acteur dans une série télévisée comique, meilleur scénario pour une série télévisée comique pour Greg Daniels avec Adieu, Michael, et meilleur meilleur mixage sonore pour une série télévisée comique, dramatique (demi-heure) ou d'animation pour Le Spectacle d'Andy.

## Liste des épisodes

### Épisode 1:Le Stagiaire
- États-Unis : 23 septembre 2010[52]
- France : 5 avril 2012[53]

- États-Unis : 8,40 millions de téléspectateurs[54]

- Kathy Bates (Jo Bennet)
- Evan Peters (Luke)

Luke, le nouveau stagiaire du bureau, se fait détester de tout le monde et face à son manque d'efficacité, l'ensemble du bureau demande à Michael de le virer, mais celui-ci refuse car il s'agit de son neveu qu'il n'a pas vu depuis 14 ans. Toutefois, il finit par réagir quand il découvre que Luke n'a pas fait les livraisons que le bureau lui a demandé ce qui a fait perdre de l'argent à la boîte, puis continue à manquer de respect aux employés. Il lui donne alors la fessée, ce qui pousse Luke à démissionner. Comme punition, Michael doit faire 6 heures de soutien psychologique avec Toby.
Jim a préparé plusieurs farces pour Dwight, devenu propriétaire du bâtiment de Dunder Mifflin. Pam tente de le suivre en sabotant l'ascenseur mais elle finit par se retrouver coincée avec Dwight.

### Épisode 2:Aide psychologique
- États-Unis : 30 septembre 2010[52]
- France : 5 avril 2012[53]

- États-Unis : 7,36 millions de téléspectateurs[54]

### Épisode 3:Le Spectacle d'Andy
- États-Unis : 7 octobre 2010[52]
- France : 12 avril 2012[53]

- États-Unis : 6,95 millions de téléspectateurs[54]

### Épisode 4:Histoires d'herpès
- États-Unis : 14 octobre 2010[52]
- France : 12 avril 2012[53]

- États-Unis : 7,36 millions de téléspectateurs[54]

### Épisode 5:L'Arnaque
Pour les articles homonymes, voir L'Arnaque (homonymie).
- États-Unis : 21 octobre 2010[52]
- France : 19 avril 2012[53]

- États-Unis : 6,87 millions de téléspectateurs[54]

- Timothy Olyphant (Danny Cordray)

### Épisode 6:Le Concours du meilleur costume
- États-Unis : 28 octobre 2010[52]
- France : 19 avril 2012[53]

- États-Unis : 8,07 millions de téléspectateurs[54]

- Timothy Olyphant (Danny Cordray)

### Épisode 7:Le Baptême de Cece
- États-Unis : 4 novembre 2010[52]
- France : 26 avril 2012[53]

- États-Unis : 7,65 millions de téléspectateurs[54]

### Épisode 8:La Soirée Glee
- États-Unis : 11 novembre 2010[52]
- France : 26 avril 2012[53]

- États-Unis : 7,15 millions de téléspectateurs[54]

### Épisode 9:Ça va Wuphfer!
- États-Unis : 18 novembre 2010[52]
- France : 3 mai 2012[53]

- États-Unis : 7,28 millions de téléspectateurs[54]

Ryan va lancer leur application WUPHF et comptent sur les collègues qui ont investi — Michael, Pam, Andy, Darryl et Oscar — pour l'aider pendant le lancement. Quand il s'avère que le seul acheteur veut récupérer le nom de domaine et qu'il n'a que quelques jours de solvabilité, Pam met Michael au pied du mur quant au fait que Ryan n'est pas le protégé qu'il croit. Michael force donc Ryan à trouver une solution dans les neuf jours qui lui restent et ce dernier met quelques heures avant de renoncer et accepter de vendre.
Jim apprend qu'il a atteint le maximum de commissions qu'il pouvait cumuler pendant l'année. Il ne voit plus d'intérêt à travailler mais quand Gabe le rappelle à l'ordre, Jim le piège par un montage audio de la voix de Jo Bennett.

### Épisode 10:Made in China
- États-Unis : 2 décembre 2010[52]
- France : 3 mai 2012[53]

- États-Unis : 7,31 millions de téléspectateurs[54]

Michael a lu un article inquiétant sur la montée en puissance économique de la Chine et craint pour son entreprise. Oscar se veut pragmatique mais son ton rebute ses collègues qui préparent Michael à un débat de fond. Malgré ses anti-sèches, Michael doit botter en touche et trouver une pirouette pour gagner l'échange. 
Dwight, nouveau propriétaire du bâtiment, impose des coupes drastiques dans le budget des fournitures de bureau. En tant qu'administratrice du bureau, Pam le menace de quitter le bâtiment, affirmant en avoir trouvé un bien meilleur. Cependant, Dwight répond à son bluff et découvre que le fameux bâtiment n'existe pas. C'est finalement l'assistant de Dwight qui indique à Pam que certains des coupes sont illégales.

### Épisodes 11 et 12:Un Noël Classe
- États-Unis : 9 décembre 2010[52]
- France : 10 mai 2012[53]

- États-Unis : 7,18 millions de téléspectateurs[54]

Michael se prépare pour la journée de Noël au bureau mais en apprenant que Toby va devoir s'absenter et sera remplacé par Holly Flax, il décide aussitôt de repousser la fête et de voir les choses en grand pour le retour de celle qu'il n'a jamais oublié. Cependant, Michael est très déçu quand Holly arrive, toujours en couple avec un collègue de Nashua, alors qu'elle n'avait pas voulu d'un couple à distance avec lui. Holly confie après à ses collègues féminines que son couple ne va pas très bien et compte forcer son compagnon à la demander en mariage. Pam le confie à Michael et lui conseille d'attendre.

### Épisode 13:Les Résolutions
- États-Unis : 20 janvier 2011[52]
- France : 17 mai 2012[53]

- États-Unis : 8,26 millions de téléspectateurs[54]

Pour la nouvelle année, Pam décide de lancer l'initiative de se soutenir entre collègues pour tenir ses bonnes résolutions. Michael s'immisce dans la tâche, encore perturbé après avoir appris que Holly n'a pas tenu son ultimatum et qu'elle est encore en couple avec AJ. Quand il reconnait être allé trop loin avec Kevin et Creed, Holly décide de tenir son ultimatum.

### Épisode 14:Le Séminaire d'Andy
- États-Unis : 27 janvier 2011[52]
- France : 17 mai 2012[53]

- États-Unis : 7,93 millions de téléspectateurs[54]

- Ricky Gervais (David Brent, caméo non crédité)

### Épisode 15:Avis de recherche
Pour les articles homonymes, voir Avis de recherche.
- États-Unis : 3 février 2011[52]
- France : 24 mai 2012[53]

- États-Unis : 7,29 millions de téléspectateurs[54]

### Épisode 16:Les Règles de l'amour au bureau
- États-Unis : 10 février 2011[52]
- France : 24 mai 2012[53]

- États-Unis : 7,29 millions de téléspectateurs[54]

Le jour de la Saint-Valentin, Michael et Holly se montrent si affectueux l'un envers l'autre que l'ambiance en devient gênante pour le bureau. Gabe rappelle donc tout le monde à l'ordre mais Michael décide au contraire de trouver un endroit discret pour tout le monde. Quand Gabe vient les voir tous les deux, Michael prend conscience que leur flirt risque de ne durer qu'un temps, jusqu'au jour où Holly devra retourner à Nashua, et préfère rompre plutôt que de souffrir à nouveau, mais Holly décide que leur vie professionnelle ne décidera pas de leur avenir et ils décident d'emménager ensemble.

### Épisode 17:Le Meilleur des pires films
- États-Unis : 17 février 2011[52]
- France : 31 mai 2012[53]

- États-Unis : 6,41 millions de téléspectateurs[54]

### Épisode 18:Le Retour de Todd Packer
- États-Unis : 24 février 2011[52]
- France : 31 mai 2012[53]

- États-Unis : 6,12 millions de téléspectateurs[54]

Todd Packer revient à Scranton et demande à Michael de lui trouver un poste de vendeur fixe, après des années comme itinérant. L'arrivée de l'ami de Michael, connu pour sa grossièreté, est très mal vue et même Holly finit par réaliser à quel point il met mal à l'aise tout le monde. Jim et Dwight s'allient pour se débarrasser de lui, inventant un poste à Tallahassee. Michael les surprend et s'apprête à les dénoncer quand Todd insulte Holly devant lui. Il décide alors de se taire et de le laisser partir.

### Épisode 19:Vide-grenier
- États-Unis : 24 mars 2011[52]
- France : 7 juin 2012[53]

- États-Unis : 7,07 millions de téléspectateurs[54]

Le bureau organise une brocante dans l'entrepôt de Dunder-Mifflin. Holly fait remarquer à Michael qu'il devrait en profiter pour se débarrasser de ses objets de décoration de vie de célibataire et Michael décide que le moment est choisi pour demander Holly en mariage. Il appelle donc les parents et commence à planifier une demande qu'il pense grandiose mais Pam intervient à temps pour l'arrêter et demander l'aide des autres. Holly apprend que Michael a appelé ses parents et constate qu'ils n'ont plus toute leur tête, aussi Holly tente de faire le premier pas. Michael la retient et fait sa demande, après un tour retraçant leur histoire au sein des bureaux jusqu'à la demande officielle, sous la douche d'incendie provoquée par les nombreuses bougies. Holly accepte, félicitée par tout le bureau, et Michael décide de la suivre au Colorado pour s'occuper de ses futurs beaux-parents.

### Épisode 20:Le Remplaçant
- États-Unis : 14 avril 2011[52]
- France : 7 juin 2012[53]

- États-Unis : 7,87 millions de téléspectateurs[54]

- Will Ferrell (D'Angelo Vickers)

### Épisode 21:Les Derniers Dundies
- États-Unis : 21 avril 2011[52]
- France : 14 juin 2012[53]

- États-Unis : 6,85 millions de téléspectateurs[54]

### Épisode 22:Au revoir Michael
- États-Unis : 28 avril 2011[52]
- France : 14 juin 2012[53]

- États-Unis : 8,42 millions de téléspectateurs[54]

### Épisode 23:Le Cercle restreint
- États-Unis : 5 mai 2011[52]
- France : 21 juin 2012[53]

- États-Unis : 6,90 millions de téléspectateurs[54]

Deangelo, désormais seul manager, révèle sa véritable personnalité en se créant un cercle restreint parmi les employés masculins (Jim, Gabe, Darryl et Kevin) et en soutenant les autres hommes comme Ryan, qui se fait passer pour le supérieur de Kelly, même si Dwight refuse de lui céder. Angela et Pam commencent à se plaindre de ce favoritisme sexiste et quand Jim essaie de l'évoquer, il est aussitôt remplacé par Andy. En guise de bonne foi, Deangelo engage une employée qui s'avère n'avoir aucune expérience dans la vente.

### Épisode 24:Directeur par intérim
- États-Unis : 12 mai 2011[52]
- France : 28 juin 2012[53]

- États-Unis : 6,45 millions de téléspectateurs[54]

Deangelo est dans le coma et Jo souhaite nommer un manager par intérim. Jim, qui considère que l'ambiance est bonne et le travail fait, refuse la proposition et Dwight s'en empare aussitôt. En une semaine, Dwight prend des mesures drastiques et organise son bureau pour impressionner Jo, qui sera de visite pour confirmer Dwight dans sa position. Mais en voulant en faire trop, Dwight a ramené un pistolet chargé et a tiré accidentellement près de l'oreille d'Andy. Dwight essaie aussitôt de diminuer l'importance de l'incident et se retrouve contraint de céder à toutes les demandes du bureau pour assurer leur silence.
Andy a perdu l'ouïe d'une oreille et la blessure le rapproche d'Erin. Gabe, encore amoureux et jaloux, exige de savoir s'il a encore des sentiments pour la réceptionniste mais reste évasif.

### Épisodes 25 et 26:Recherche directeur désespérément
- États-Unis : 19 mai 2011[52]
- France : 28 juin 2012[53]

- États-Unis : 7,29 millions de téléspectateurs[54]

- Will Arnett (Fred Henry)
- Warren Buffett (un candidat)
- Cody Horn (Jordan Garfield)
- Ray Romano (Merv Bronte)
- James Spader (Robert California)
- Catherine Tate (Nellie Bertram)
- Ricky Gervais (David Brent)
- Jim Carrey (le randonneur du Finger Lake)

Jo a confié à Jim, Toby et Gabe la tâche de passer les entretiens pour recruter un nouveau manager. Creed est en place pour l'intérim mais la bizarrerie du responsable qualité pourrait faire perdre des contrats et Pam s'occupe de le distraire avec Jordan.
Les candidats sont nombreux : Darryl et Andy tentent leur chance en interne, mais aussi des personnes extérieures, dont Nellie Bertram, une connaissance de Jo. Dwight, déprimé depuis qu'il a été démis de ses fonctions, décide de retenter sa chance après avoir croisé un des autres postulants, Robert California, qui se sait surqualifié pour le poste. Devant son insistante, Jo cède et lui laisse une chance. Darryl arrive trop confiant, persuadé qu'il soit noir et populaire lui assurera le poste, mais Jim tient à respecter la procédure. Gabe, encore jaloux, sabote l'entretien d'Andy, et ne prend pas au sérieux Kelly. Cette dernière en informe Jo, qui décide de renvoyer Gabe en Floride, ayant échoué à ne pas sympathiser avec les employés, et Kelly prend sa place.
Phyllis et Erin ont découvert qu'elles pourraient être parentes : Phyllis avait abandonné une fille à la naissance et les dates semblent correspondre. Elle apprend cependant qu'elle n'est pas la mère d'Erin mais décide de le révéler plus tard, alors qu'elle l'encourage à reconquérir Andy, qui refuse à regret. Angela est demandé en fiançailles par Robert, le sénateur, et Oscar et Ryan laissent entendre qu'ils pensent que le sénateur cache son homosexualité. Le bureau est d'accord mais décide de ne rien dire pour plusieurs raisons. Pam manque de tout dire quand Angela se moque de son mariage aux chutes du Niagara.

## Sortie en vidéo
| The Office: The Complete Seventh Season | | | | | | | |
| Détails, | Détails, | Détails, | Détails, | Caractéristiques, | Caractéristiques, | Caractéristiques, | Caractéristiques, |
| - 26 épisodes - Coffret de cinq disques - Aspect ratio 1.77:1 - Langues : - Anglais (Dolby Digital 5.1 Surround) - Sous-titres : - Anglais, Espagnol | - 26 épisodes - Coffret de cinq disques - Aspect ratio 1.77:1 - Langues : - Anglais (Dolby Digital 5.1 Surround) - Sous-titres : - Anglais, Espagnol | - 26 épisodes - Coffret de cinq disques - Aspect ratio 1.77:1 - Langues : - Anglais (Dolby Digital 5.1 Surround) - Sous-titres : - Anglais, Espagnol | - 26 épisodes - Coffret de cinq disques - Aspect ratio 1.77:1 - Langues : - Anglais (Dolby Digital 5.1 Surround) - Sous-titres : - Anglais, Espagnol | - Commentaires des acteurs, scénaristes et producteurs sur cinq épisodes - Scènes coupées - Bêtisier - Webisodes : « The 3rd Floor » | - Commentaires des acteurs, scénaristes et producteurs sur cinq épisodes - Scènes coupées - Bêtisier - Webisodes : « The 3rd Floor » | - Commentaires des acteurs, scénaristes et producteurs sur cinq épisodes - Scènes coupées - Bêtisier - Webisodes : « The 3rd Floor » | - Commentaires des acteurs, scénaristes et producteurs sur cinq épisodes - Scènes coupées - Bêtisier - Webisodes : « The 3rd Floor » |
| Dates de sortie | | | | | | | |
| Région 1 | Région 1 | Région 1 | Région 1 | Région 2 | Région 2 | Région 2 | Région 2 |
| 6 septembre 2011 | 6 septembre 2011 | 6 septembre 2011 | 6 septembre 2011 | 27 mars 2012 | 27 mars 2012 | 27 mars 2012 | 27 mars 2012 |

### Citations originales
1. ↑  (en) « great ».
2. ↑  (en) « better than the sixth by a country mile ».
3. ↑  (en) « year that's still worth watching ».
4. ↑  (en) « nostalgia, comedy and a little drama to get its point across ».
5. ↑  (en) « full-blown psycho ».
6. ↑  (en) « has made a convincing argument, not that Michael Scott can be replaced, but that he doesn't need to be ».
7. ↑  (en) « distinct improvement over season six ».
8. ↑  (en) « sense of focus that was absent last year ».
9. ↑  (en) « mixed at best ».
10. ↑  (en) « played almost like a series of vignettes and set pieces that allowed the characters to just be ».